# 영사 (1984)
영국사회주의(영어: Ingsoc, 英國社會主義)는 조지 오웰의 소설인 《1984》에 나오는 가공의 사상이다. 소설 내 서술에 따르면 다음과 같은 특징을 갖고 있으며, 아래에 나열된 모든 통제는 당원에게만 적용된다. 또한, 인구의 85%를 차지하는 프롤(Proles)에겐 우민화(Prolefeed)를 위해 적용하지 않거나 약화된 형태로 적용한다.
1. 당(The Party)[1]이 국가보다 위이며, 당에 대한 절대 충성 강조한다.
2. 모든 개인 활동을 감시하고 통제하며, 특히 생리적인 욕구를 '역겨운 것'으로 취급하여 엄격한 금욕주의를 설파한다.
3. 국유화, 배급제 실시 등 일체 경제 활동을 통제한다.
4. 외부의 적을 강조하며, 애국심을 선동한다.
5. 프롤은 짐승과 비슷한 수준으로 대우한다.[2]

서술된 특징들로 보아, 영국사회주의는 스탈린주의·전체주의·집산주의 등을 혼합한 사상이란 것을 알 수 있다. 오세아니아는 영사(英社)의 이념에 따라 일당독재를 구현하고 있으며, 오세아니아의 지배자인 빅 브라더와 주요 인물들은 모두 당에 소속되어있다. 업무는 풍요부, 진리부, 애정부, 평화부 등으로 나눠진다.